# The Lords of the New Church
The Lords of the New Church foi um supergrupo britânico-americano de rock formado em 1982 (em 1981 de acordo com o site Allmusic) por ex-integrantes dos Dead Boys (Stiv Bators, vocalista), The Damned (Brian James, guitarrista), Sham 69 (Dave Tregunna, baixista) e The Barracudas (Nicky Turner, baterista).
Sua música era mais sombria e mais melancólica que o punk rock tradicional.

## História
Seu primeiro álbum,  auto-intitulado The Lords of the New Church, foi uma mistura de punk rock, rock gótico/pós-punk e new wave. Este álbum e sua mistura musical são a razão pela qual a banda teve e têm tanto sucesso entre várias vertentes musicais.
Depois desse disco lançaram mais dois álbuns, Is Nothing Sacred? em 1983 e The Method to Our Madness em 1984, com um tom mais sombrio, mais gótico, mais voltado para o pós-punk que fazia sucesso na época.
Em 1988, já com Danny Fury na bateria, lançaram um álbum ao vivo, Second Coming, com várias versões de temas 'garage' clássicos, nesse álbum tocam músicas de própria autoria como "Question of Temperature" e de autoria de outros, como "You Really Got Me" dos The Kinks.
Brian James e Dave Tregunna voltaram com a banda em 2002, com uma nova formação com Adam Becvare (do The LustKillers) no lugar de Stiv Bators que morreu atropelado em 1990, e Rat Scabies (ex-Damned) na bateria. Gravaram o álbum "Hang On" e fizeram uma turnê pela Europa nesse mesmo ano. Continuam a tocar ao vivo e escrever músicas novas quando Becvare não está em turnê com o The LustKillers.

## Discografia

### Álbuns
- The Lords of the New Church (1982)
- Is Nothing Sacred? (1983)
- The Method to Our Madness (1984)
- Psycho Sex (EP, 1987)
- Live at the Spit (Ao vivo, 1988)
- Second Coming (Ao vivo, 1988)
- Hang On (2003)
- Stories at Dusk (2003)

### Compilações
- Killer Lords (1985)
- The Anthology (2000) [Lançado somente na França.]
- The Lord's Prayer I (2002)
- The Lord's Prayer II (2003)

## Videografia

### VHS
- Live From London (1984) [Relançado em DVD em 2002.]